# Děkanovice
Děkanovice (en allemand : Diekanowitz) est une commune du district de Benešov, dans la région de Bohême-Centrale, en République tchèque. Sa population s'élevait à 63 habitants en 2020.

## Géographie
Děkanovice se trouve à 13 km au sud-ouest de Ledeč nad Sázavou, à 38 km au sud-est de Benešov et à 73 km au sud-est de Prague.
La commune est limitée par Loket et Tomice au nord, par Blažejovice et Píšť à l'est, par Dunice au sud, et par Studený et Křivsoudov à l'ouest.

## Histoire
La première mention écrite de la localité date de 1352.